# DR-Baureihe 99.22
Die Baureihe 99.22 ist eine Baureihe schmalspuriger Einheitsdampflokomotiven der Deutschen Reichsbahn für 1000 mm Spurweite.

## Geschichte
Die Lokomotiven der Baureihe 99.22 sollten ältere preußische Lokomotiven insbesondere im Bereich der Reichsbahndirektion Erfurt, aber auch auf bayerischen, badischen und württembergischen Strecken ersetzen. Gebaut wurden letztlich aber nur drei Lokomotiven, die man auf der in Thüringen gelegenen Schmalspurbahn Eisfeld–Schönbrunn einsetzte. Die drei gebauten Maschinen der Baureihe erhielten die Reichsbahn-Betriebsnummern 99 221–99 223.
Die Loks 99 221 und 99 223 wurden 1944 während des Zweiten Weltkriegs nach Norwegen geschafft und kamen auf der eigentlich elektrisch betriebenen Thamshavnbane zum Einsatz. Als nach dem Zweiten Weltkrieg der elektrische Betrieb auf der Strecke Thamshavn–Løkken Verk wieder in vollem Umfang aufgenommen werden konnte, waren die beiden Lokomotiven überflüssig und wurden bis 1953 verschrottet.
Lok 99 222 hingegen blieb bis 1966 auf ihrer thüringischen Stammstrecke im Einsatz und wurde anschließend von der Deutschen Reichsbahn in den Harz verfügt. Mit der Einführung der EDV-Nummern 1970 erhielt die Maschine die Betriebsnummer 99 7222, die sie auch heute noch trägt. Sie gehört inzwischen zum betriebsfähigen Fahrzeugbestand der Harzer Schmalspurbahnen (HSB).
Nach einem Unfall am 21. August 1994 im Thumkuhlental weilte die Lok im Ausbesserungswerk Meiningen zur Unfallinstandsetzung.
Bei der Hauptuntersuchung 1998 erhielt sie den ursprünglichen Knorr-Oberflächenvorwärmer zurück, nachdem sie jahrelang einen Mischvorwärmer – wie die Neubaulokomotiven – trug.
Im Sommer 2016 wurde ein schwerer Schaden am Originalrahmen der Lok festgestellt. Im September 2016 wurde die Lok in das Dampflokwerk Meiningen gebracht und repariert. Aus wirtschaftlichen Gründen ließ die HSB gleich eine Hauptuntersuchung (HU), die alle acht Jahre fällig ist, durchführen. Am 7. Februar 2017 traf die Maschine wieder in Wernigerode ein. Sie wurde in die Werkstatt gebracht. Nach einigen Tagen stand sie wieder unter Dampf. Momentan wird sie wieder von Wernigerode aus eingesetzt. In vier Jahren steht die Kessel-Untersuchung an.
Auf Basis des Einheitslokentwurfs wurden ab 1954 die Neubaulokomotiven der Baureihe 99.23 in Babelsberg gebaut. Gut sichtbare Unterschiede der Neubau- im Vergleich zu den Einheitslokomotiven sind die ganz verschließbaren Führerhaustüren und der geschweißte Blechrahmen. Das Handrad des Zentralverschlusses der Rauchkammertür an der 99 222 ist allerdings nur eine Attrappe.

## Technische Merkmale und Leistungsvermögen
Die zu ihrer Zeit stärksten deutschen Schmalspurlokomotiven wurden wie die meisten Einheitslokomotiven mit einem Barrenrahmen ausgestattet (Wangenstärke: 60 mm).
Das aus fünf Kuppelradsätzen und je einem vor- bzw. nachlaufenden Laufradsatz gebildete Laufwerk ist mit Vierpunktabstützung ausgeführt, die Federungen der drei vorderen und der vier hinteren Radsätze wurden hierzu jeweils mit Ausgleichshebeln verbunden. Die Laufradsätze führte man als Bisselgestelle aus.
Eine Besonderheit während der Einsatzzeit auf der Strecke Eisfeld–Schönbrunn war die automatische Mittelpufferkupplung der Bauart Janney. Nach der Umsetzung zur Harzquerbahn wurde die 99 222 auf die dort übliche Balancierhebelkupplung umgerüstet. An den Ausschnitten in den Rahmenstirnblechen ist dieser Umbau noch deutlich zu erkennen.
Der genietete Kessel entsprach bis auf Veränderungen an der Rauchkammer und den Domen dem Kessel der normalspurigen Baureihe 81.
Er wurde in der Zwischenzeit bei zwei Hauptuntersuchungen in Etappen im Dampflokwerk Meiningen durch Schweißkonstruktionen ersetzt. Zunächst wurde der hintere Kesselschuss ersetzt, im April 2013 dann der vordere, bis dahin noch genietete Kesselschuss.
Zur Kesselspeisung baute man eine Dampfstrahlpumpe sowie eine Kolbenspeisepumpe mit Abdampfvorwärmer Bauart Knorr (Oberflächenvorwärmer) an; 1973 erhielt die erhaltene Lok dann anstelle des Knorr-Vorwärmers einen Mischvorwärmer eingebaut. Dieser wurde im Jahr 1999 erneut gegen einen Oberflächenvorwärmer ausgetauscht.
Das Zweizylinder-Heißdampftriebwerk mit einfacher Dampfdehnung führte man mit Antrieb auf den dritten Kuppelradsatz aus. Die Heusinger-Steuerung erhielt im Interesse gleich guter Dampfverteilung bei Vorwärts- und Rückwärtsfahrt Kuhnsche Schleifen. Die ursprünglich angebauten Eckventil-Druckausgleicher sind bei Lok 99 222 bereits 1950 gegen Druckausgleichskolbenschieber der Bauart Trofimoff ausgetauscht worden.
Die Lokomotiven der Baureihe konnten in der Ebene eine Wagenzugmasse von rund 1000 bis 1100 t mit 40 km/h bewegen. Auf Steigungen von zehn Promille schafften sie mit gleicher Geschwindigkeit auch in Gleisbögen mit nur 60 m Radius noch 145 t, auf Steigungen von 25 Promille in Krümmungshalbmessern von ebenfalls 60 m immerhin 195 t mit noch 20 km/h.

## Bildergalerie

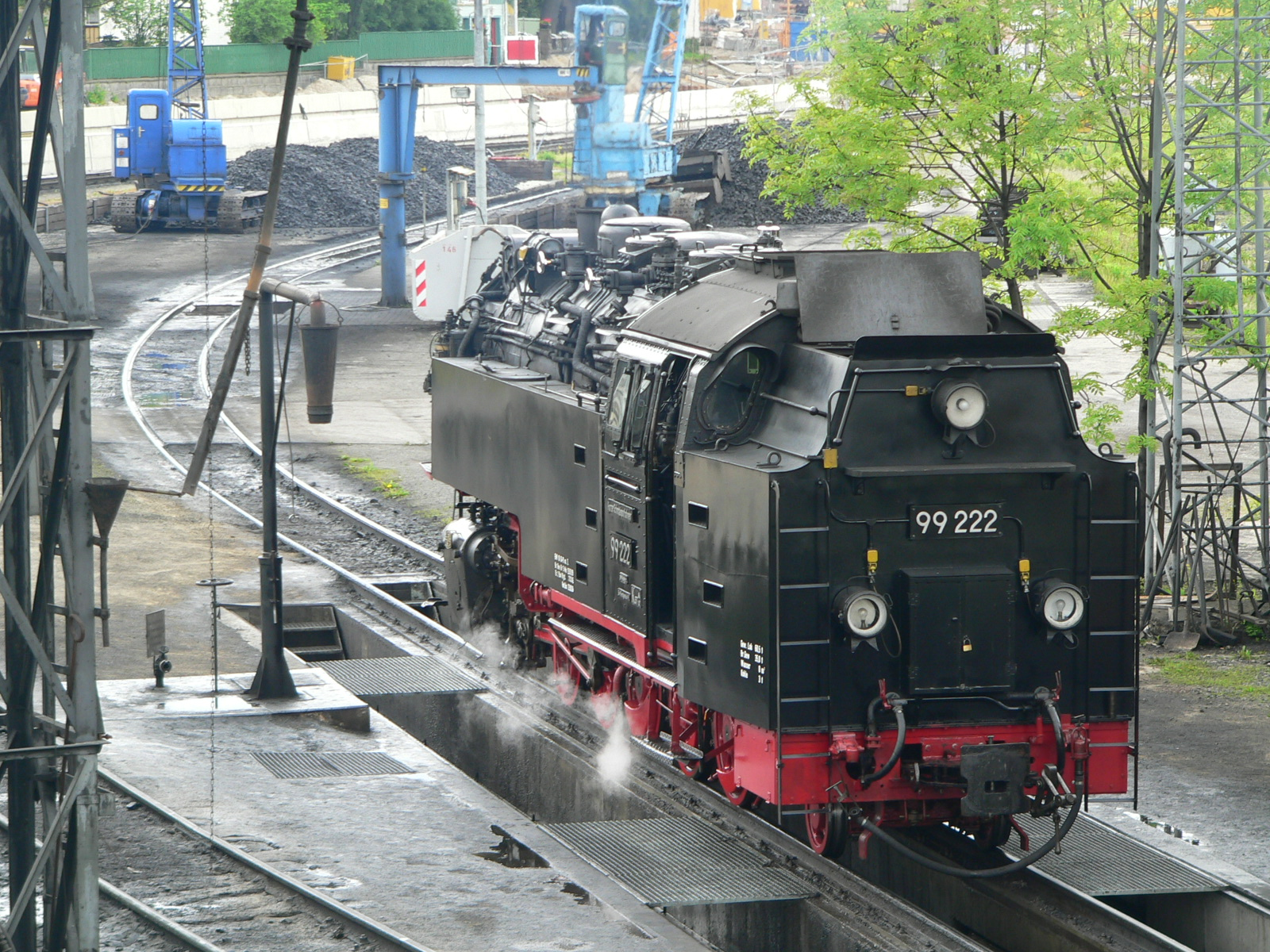
Bekohlungsanlage Wernigerode
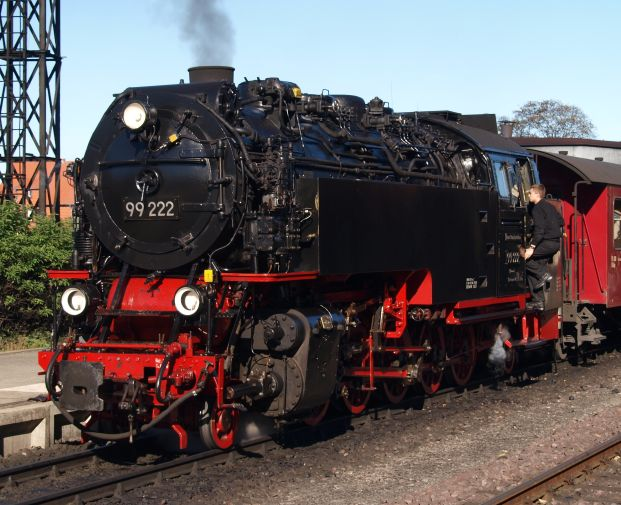
Heizerseite
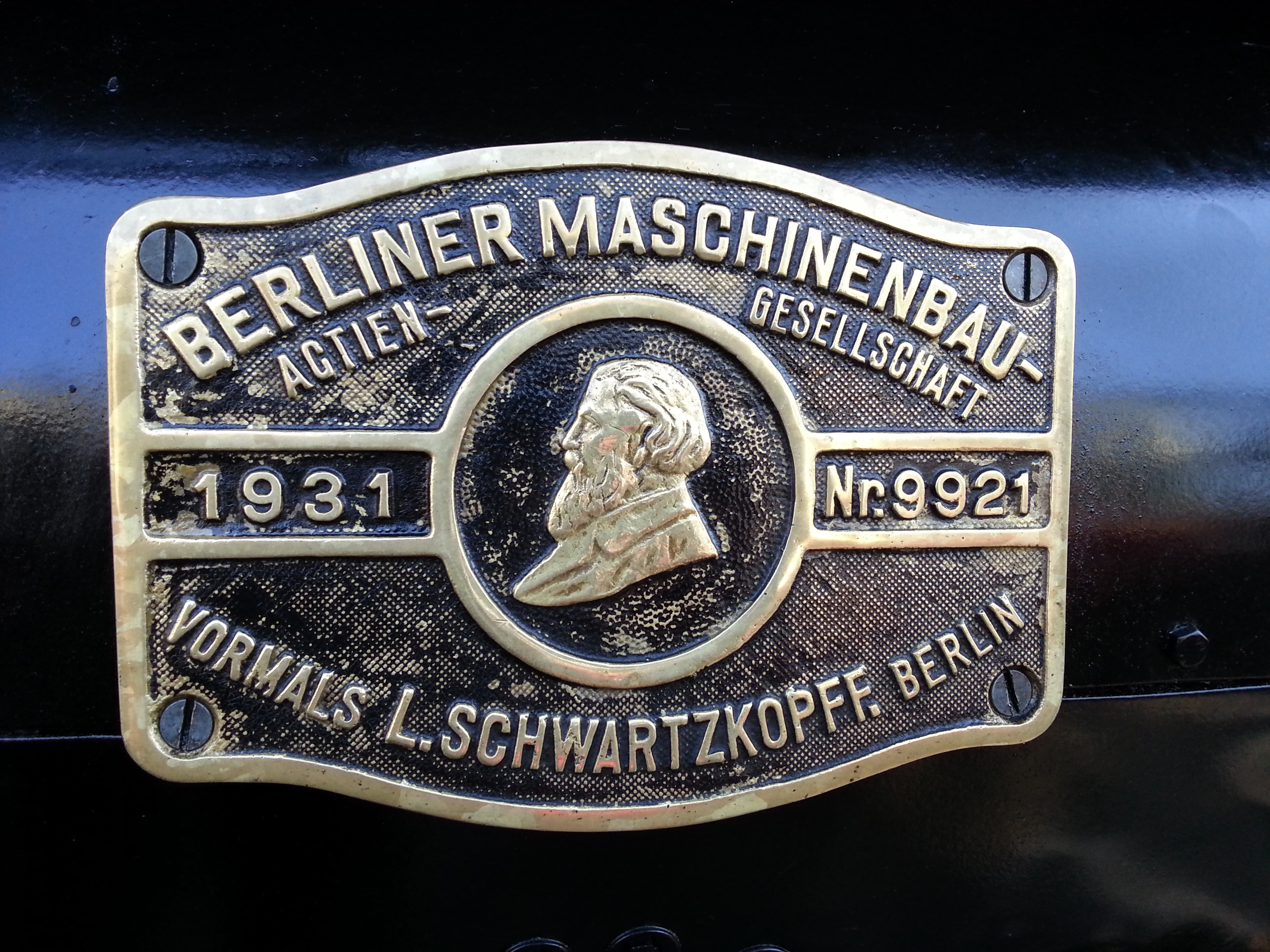
Fabrikschild der 99 222
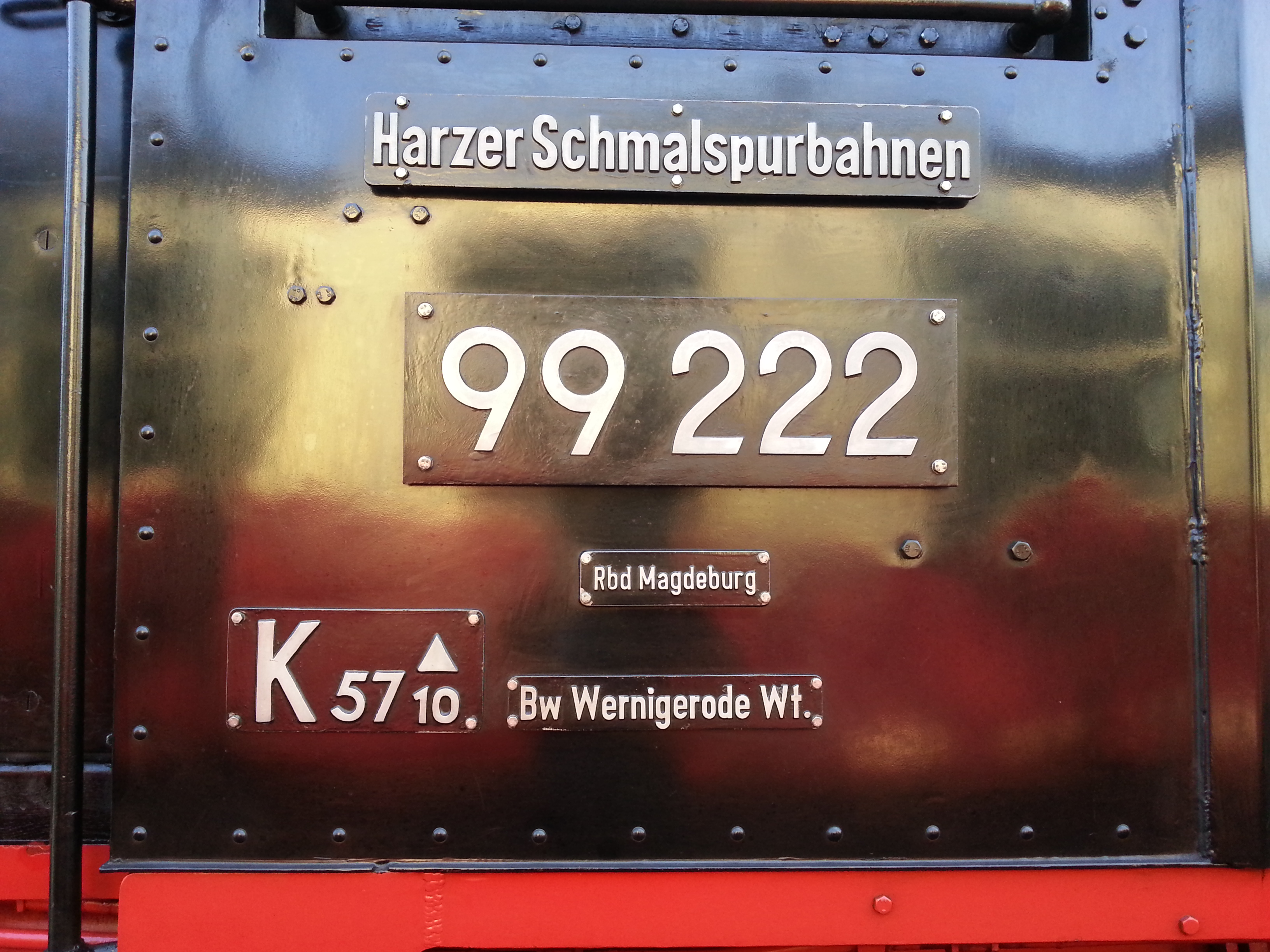
Führerstandsseitenbeschilderung der 99 222
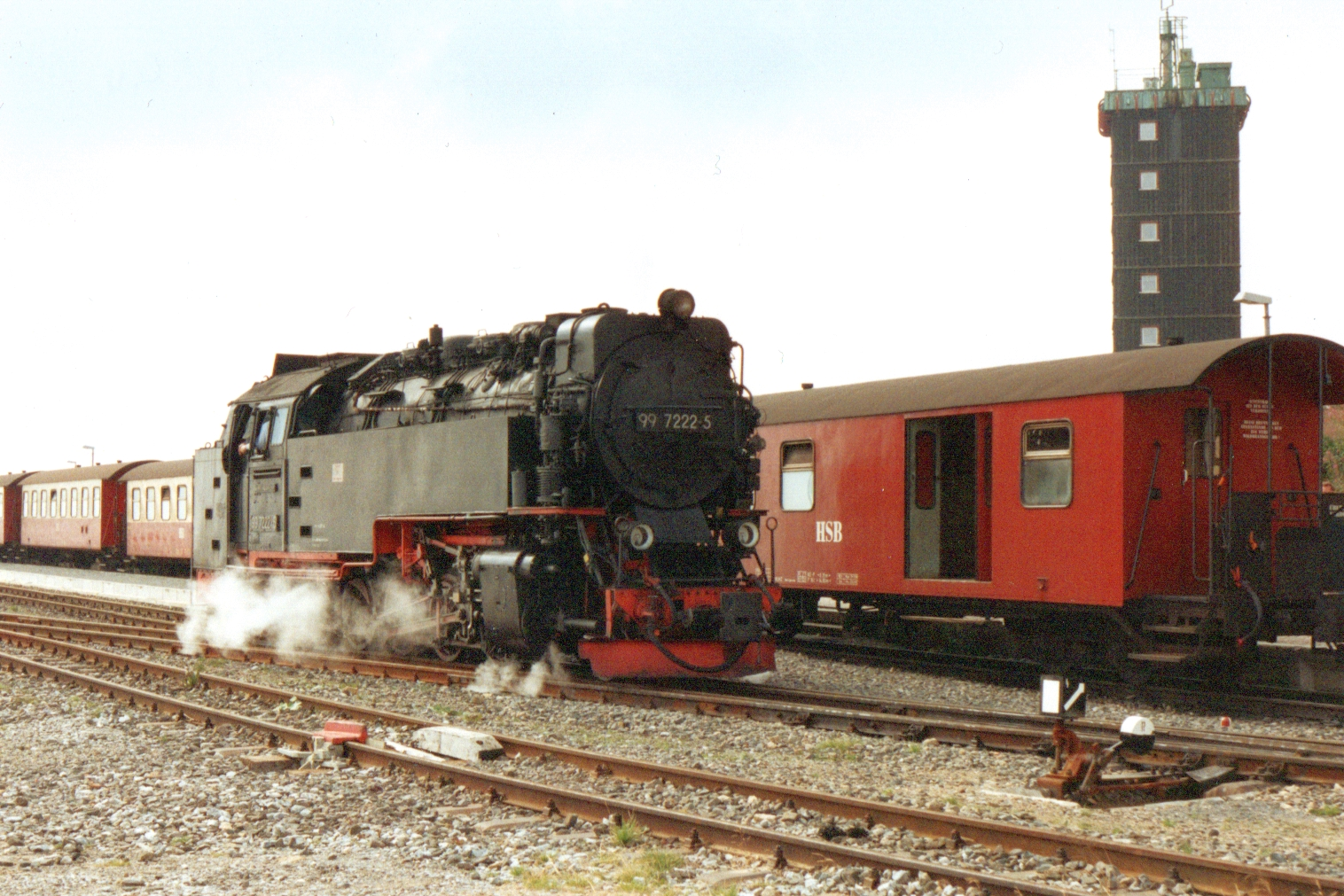
Mit Mischvorwärmer (1994)
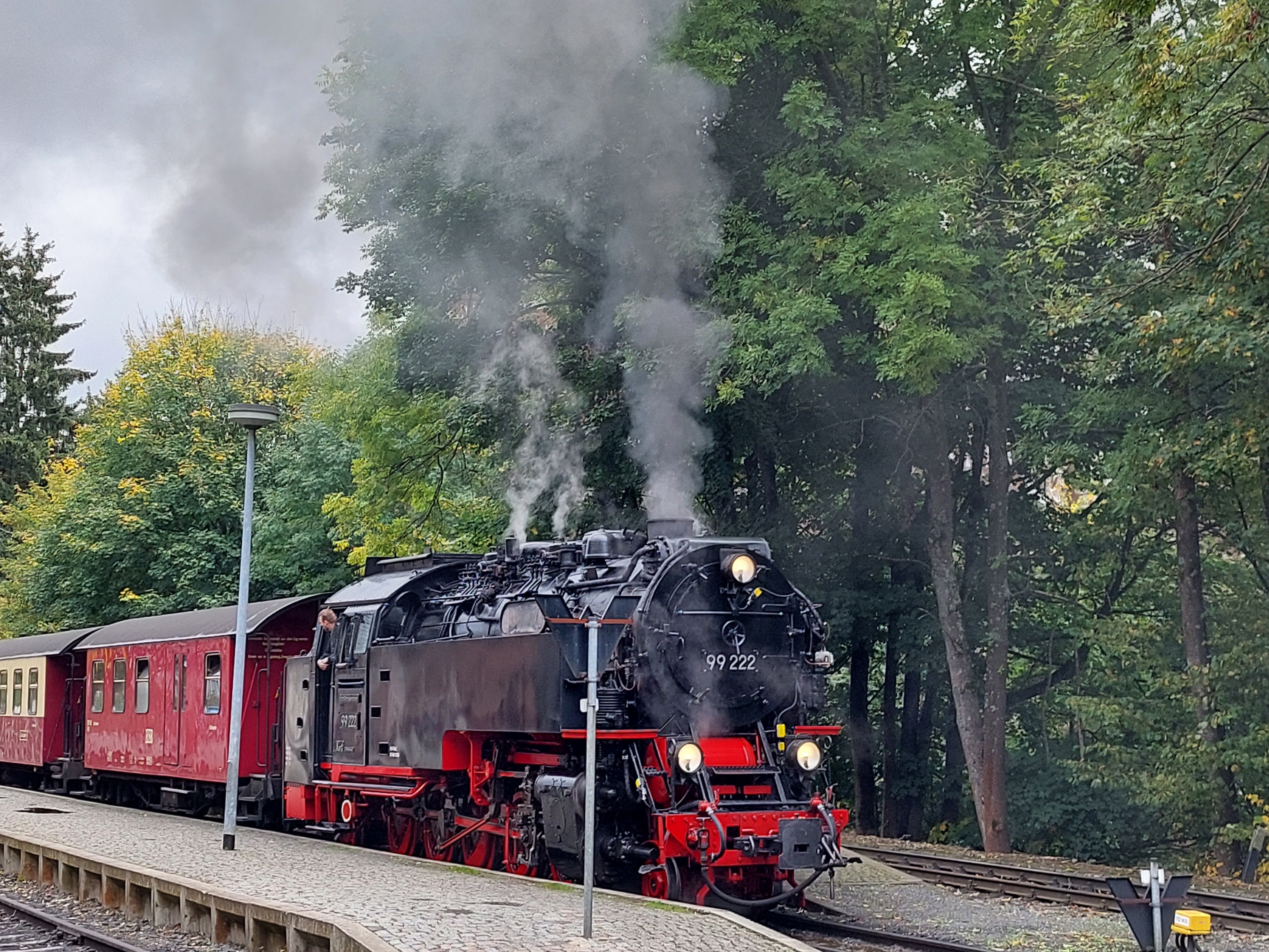
In Drei Annen Hohne

## Lokomotivliste
- 99 221 letzter Einsatzort: Thamshavnbanen (Norwegen) – 1953 verschrottet
- 99 222 im Einsatz bei der HSB
- 99 223 letzter Einsatzort: Thamshavnbanen – 1947 verschrottet